# Kranspulsåre
Kranspulsårerne (arteria coronaria) er højre og venstre arterie, der forsyner hjertemuskulaturen med iltrigt blod. De udgår fra hovedpulsåren (aorta). Ved åreforkalkning af kranspulsårerne ses hjertekrampe og ved tilstopning ses blodprop i hjertet (akut myokardieinfarkt).
Kranspulsårerne kan udskiftes ved by-pass kirurgi.
Kranspulsårerne kategoriseres histologisk som muskulære arterier. De er mindre end de elastiske arterier (aorta, a. subclavia etc.) og større end arteriolerne.